# Carin Dernulf
Carin Dernulf, född 1 maj 1977, är pastor och föreståndare i Immanuelskyrkan Stockholm.

## Biografi
Carin Dernulf har en bred frikyrkoekumenisk bakgrund som uppvuxen inom Alliansmissionen i Västra Frölunda, teologiskt utbildad på Johannelunds teologiska högskola och verksam som ungdomsledare och föreståndare i Centrumkyrkan Sundbyberg.
Hon har skrivit krönikor i tidningen Dagen, med fokus på bibelårets texter.
Dernulf ordinerades till pastor i Equmeniakyrkan 2020.
Dernulf har medverkat i några böcker med teologisk inriktning, bland annat "Gud och sånt - 1000 känslor, 100 frågor och 29 svar". och "Stjärnklart - en andaktsbok för vintertid"